# Gorski Kotar
Le Gorski kotar est une région montagneuse (tel que traduit littéralement du croate) située au nord-ouest de la Croatie, limitrophe de la Carniole slovène.
Elle confine à l’ouest au littoral de la baie de Kvarner et la ville de Rijeka ; à l’est au Pokuplje, le bassin de la Kupa, et la ville d’Ogulin et au sud à la région de la Lika.
Elle recouvre en partie les comitats de Primorje-Gorski Kotar et de Karlovac.
Son centre est la ville de Delnice. Les autres villes de la région sont Čabar et Vrbovsko. Parmi les municipalités figurent Bosiljevo, Brod Moravice, Fužine, Klana, Lokve, Mrkopalj, Ravna Gora et Skrad.

## Géographie

### Situation, topographie
Le Gorski Kotar fait partie des Alpes dinariques dont il forme la partie croate du groupe Snežnik-Risnjak (B2) et le nord du groupe Velika Kapela (B4).
C’est un vaste haut plateau karstique qui s’étend sur 1 273 km2, d’une altitude moyenne de 700-900 mètres et de 35 km de largeur.
Le territoire est recouvert pour 55 %  de forêts et 32 % de prés et pâtures. Il est peu urbanisé et compte environ 26 120 habitants. Les trois dialectes croates sont utilisés. Il subsiste une communauté italienne.
À l’ouest, se situent le mont Snježnik (1 506 m) et le mont Risnjak (1 528 m), qui se trouve au centre d’un parc national s’étendant sur 64 km², créé à l’instigation du botaniste Ivo Horvat. À l'est, les points culminants sont le Klek (1 182 m), le Bitoraj (1 386 m), la Viševica (1 428 m) et la Bjelolasica (1 534 m) qui dispose d’un domaine skiable.
Begovo Razdolje située à 1 076 m d’altitude dans la municipalité de Mrkopalj est la plus haute localité de Croatie. Un tunnel reliant le littoral à l’intérieur du pays, creusé sous le Tuhobić (1 106 m), permet le passage de l’autoroute A6, tronçon de la route européenne 65.

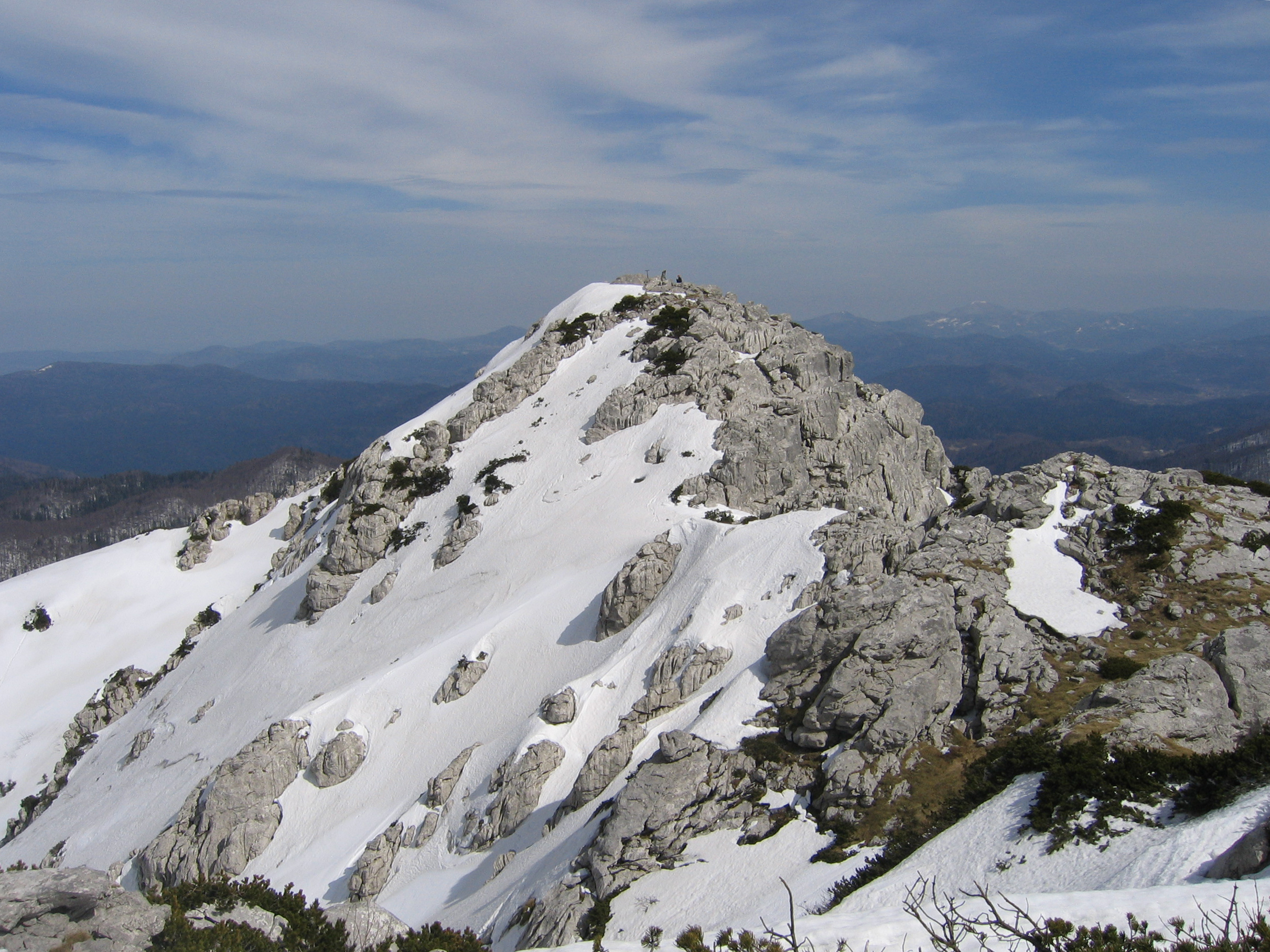
Sommet du Risnjak.
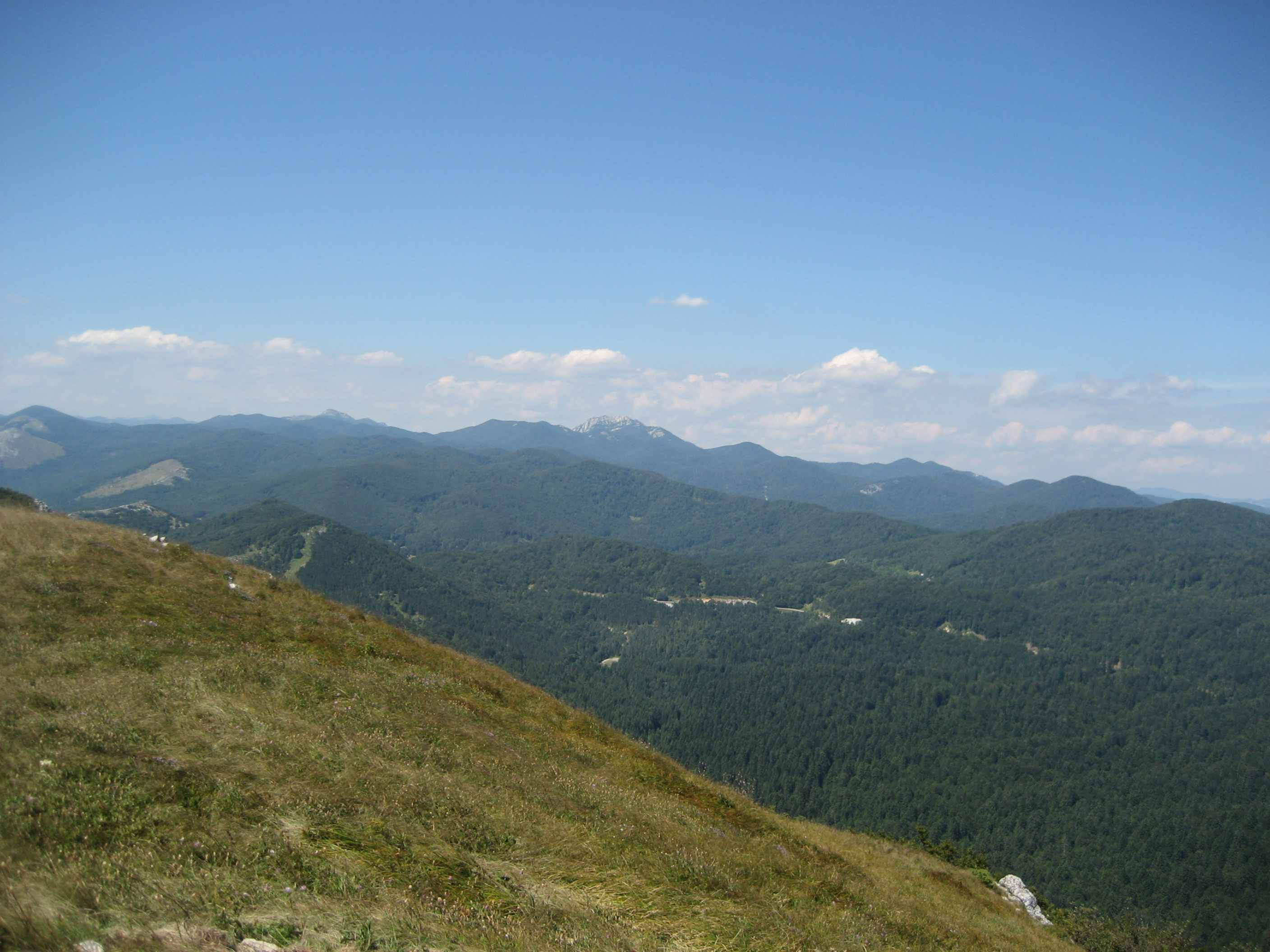
Vue sur le parc national du Risnjak depuis le sommet du Tuhobic.
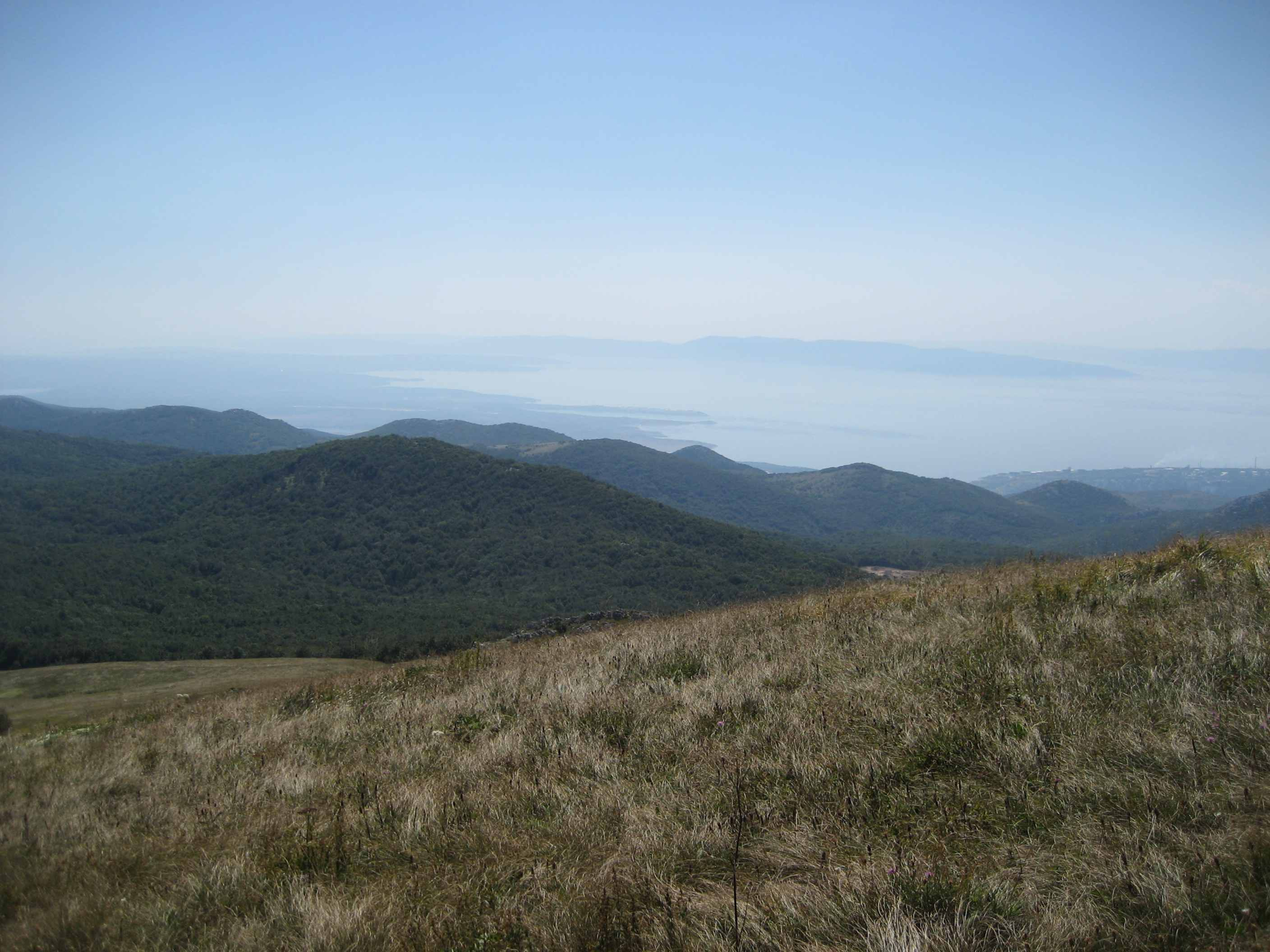
Gorski Kotar.
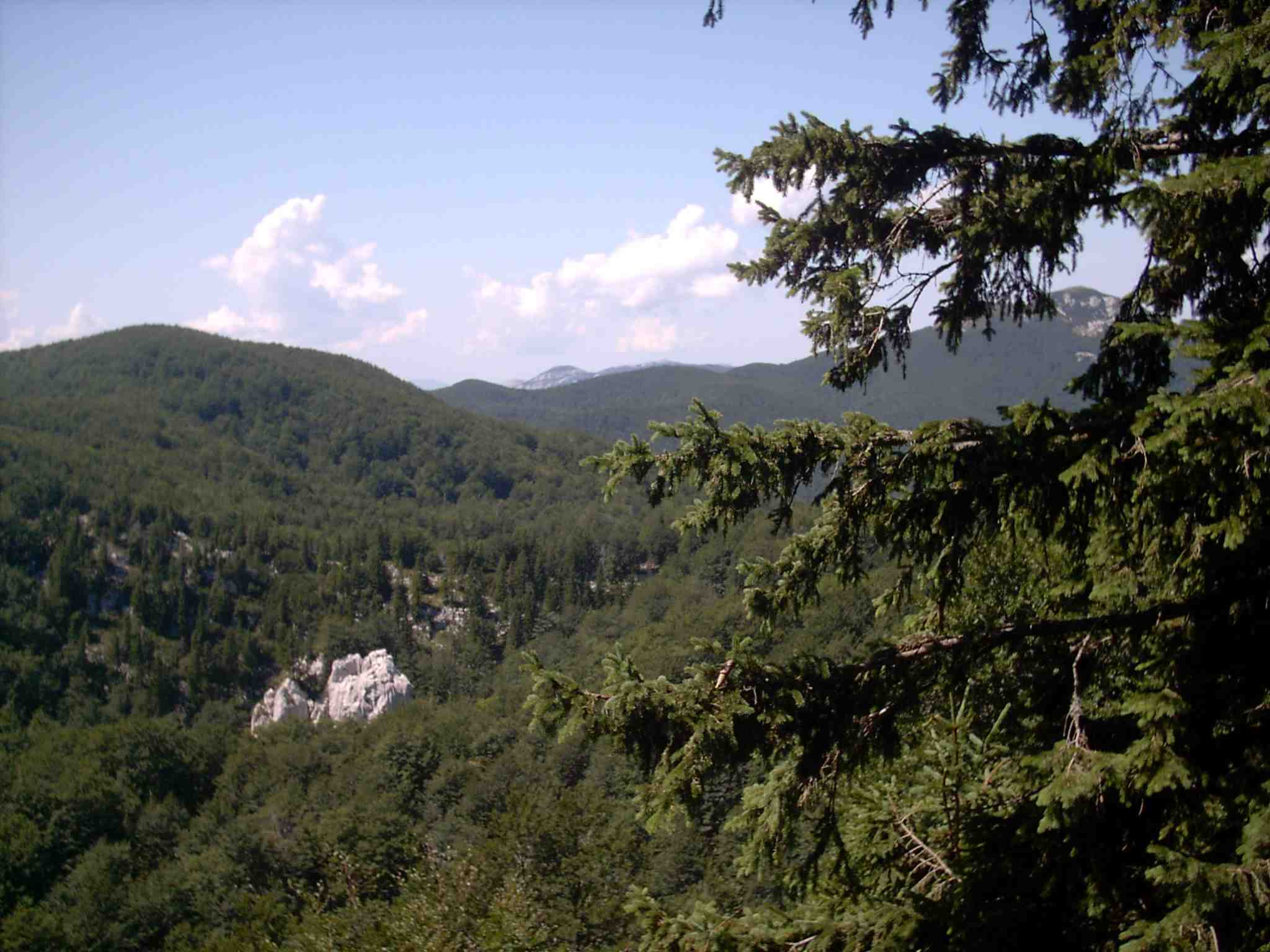
Gorski Kotar.
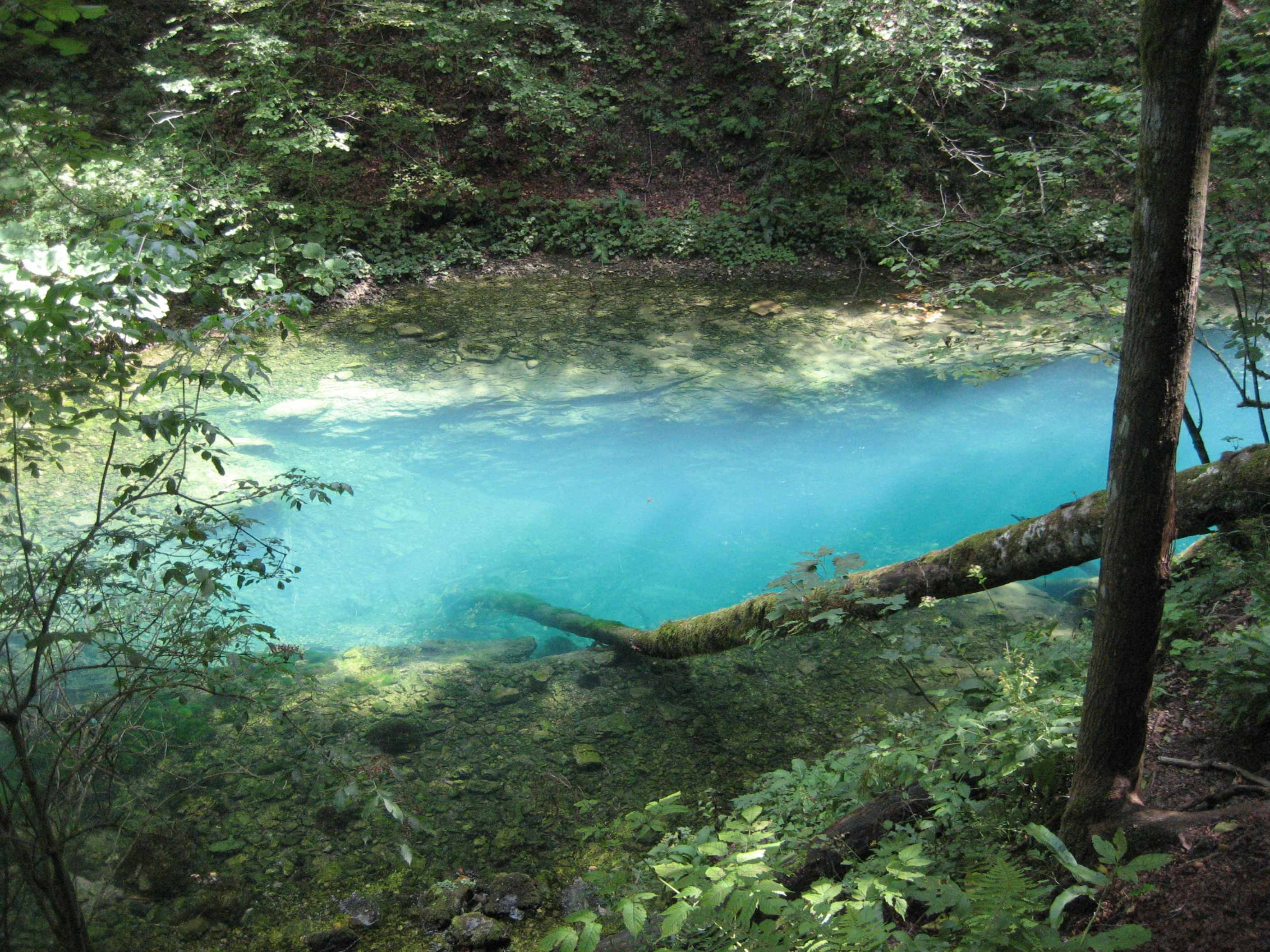
Exsurgence de la Kamenščica.
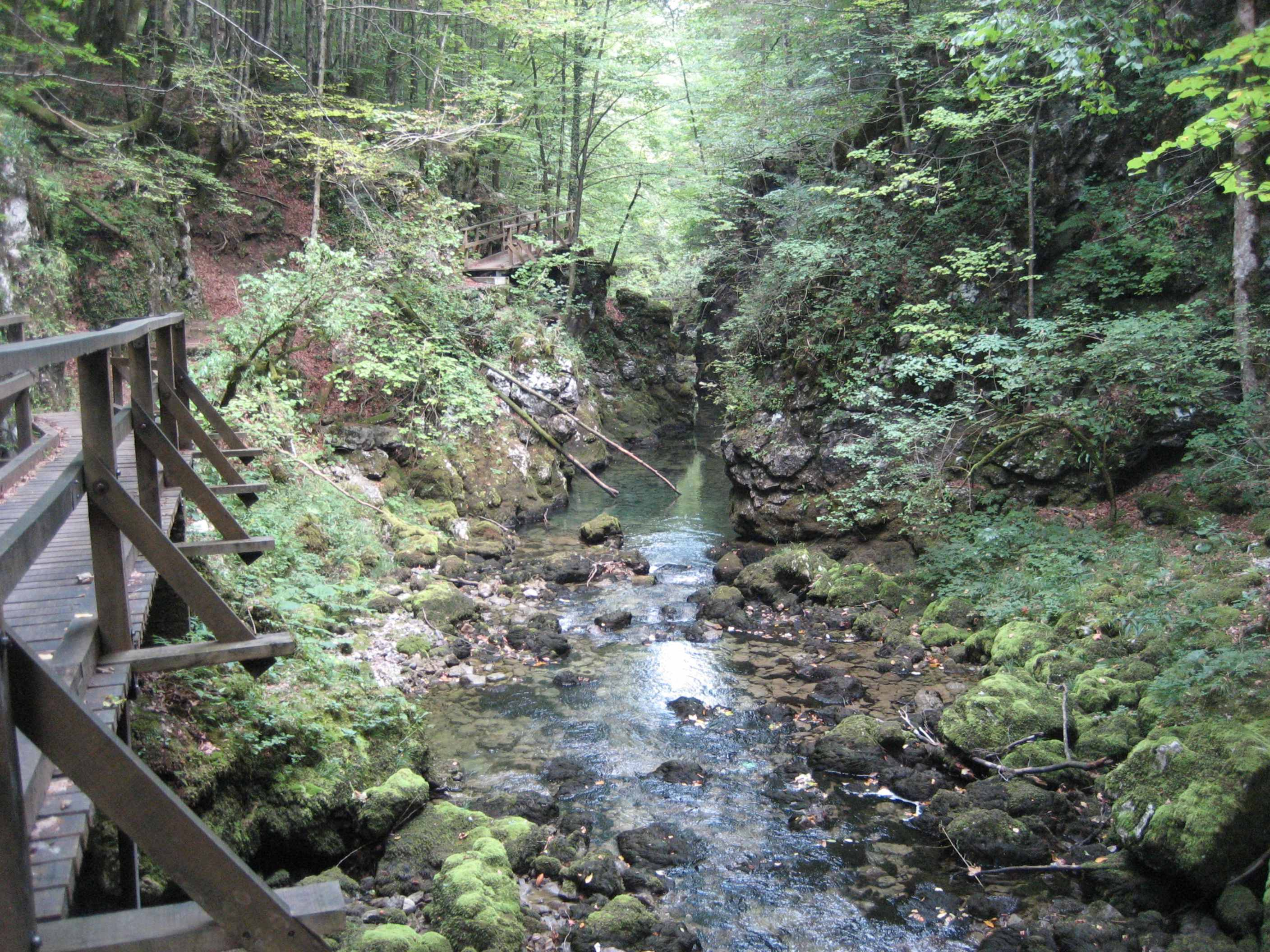
Rivière Kamačnik.
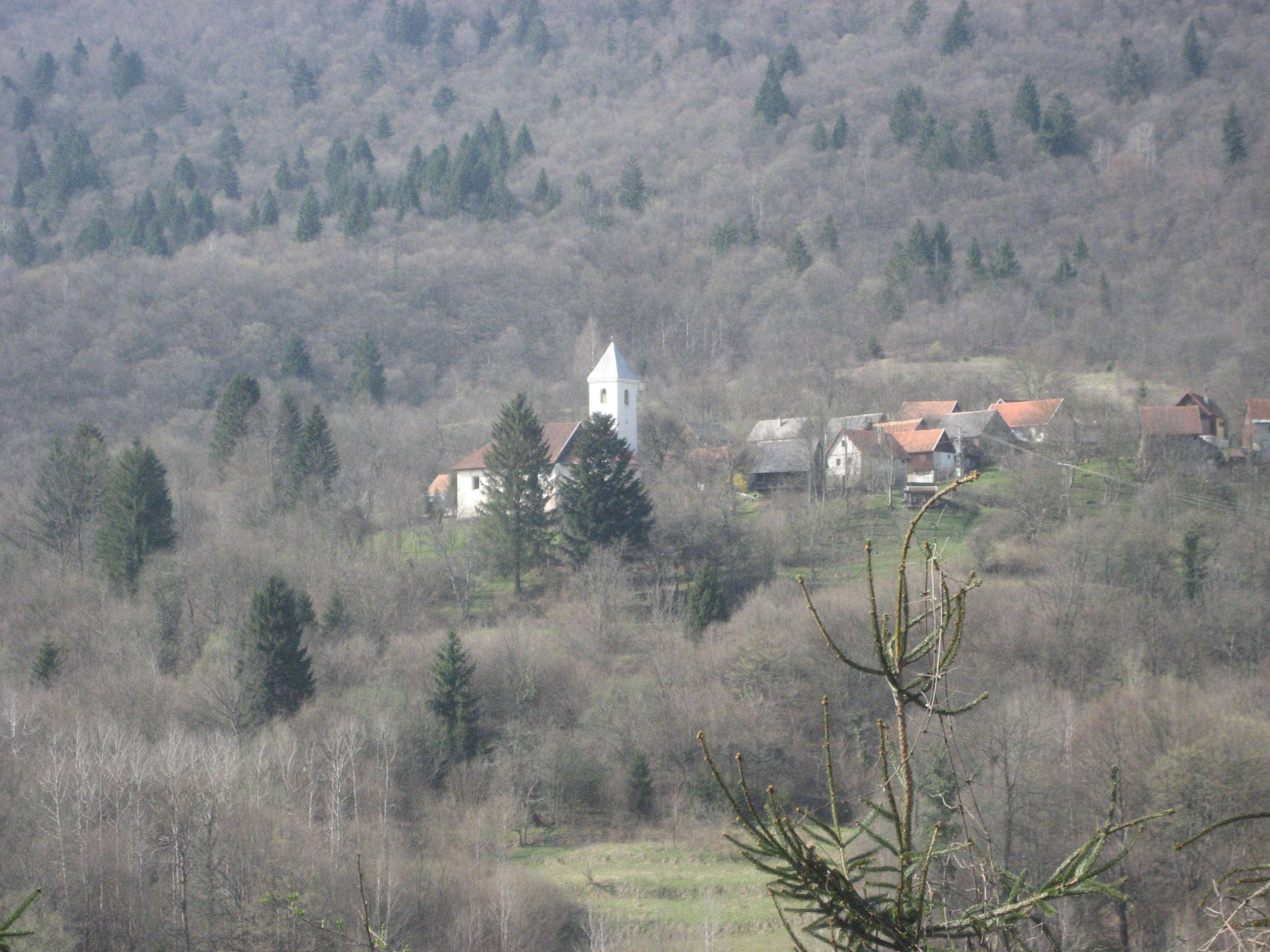
Village du Gorski Kotar.

### Hydrographie
La région est traversée par le fossé séparant les bassins de drainage de la mer Noire et de la mer Adriatique. La région est la source de la Kupa, un affluent de la Save. La Dobra et la Čabranka sont des affluents de la Kupa. Certaines rivières ont un cours souterrain comme la Ličanka qui arrose Lič puis se jette dans l’Adriatique via la Dubračina. Des captages alimentent les lacs artificiels de Lokve, Bajer, Lepenica et Potkoš, réservoirs de la centrale hydroélectrique de Vinodolska.

### Climat
Le plateau est une barrière climatique entre les parties littorales et continentales du pays. Le relief de la région impose un climat continental. Le profil escarpé de sa limite occidentale ne lui permet pas de bénéficier du climat méditerranéen malgré la proximité de la mer Adriatique alors que les pentes se font plus douces vers l’intérieur du pays.
L'hiver est long apportant parfois une épaisse couverture de neige qui peut tenir plus de 100 jours par an. L’été est court et frais. La température annuelle moyenne ne dépasse pas 7 °C, allant de −2,7 °C en janvier à 17,1 °C en juillet. Le cumul des précipitations atteint 2 079 mm.

### Faune et flore
La végétation est favorisée par l'humidité et les précipitations abondantes, donnant l’impression d’un « karst vert ». Parmi les espèces prédominantes on compte le hêtre commun, le genévrier et le sapin blanc. Sont présents l’œil de bœuf, le berbéris de l’Etna, le cerfeuil musqué, la gentiane asclépiade, la gentiane jaune, la myrtille, le raisin d’ours, le sorbier nain, le calament à grandes fleurs, l’épipactis des marais, le sabot de Vénus, une sous-espèce endémique d’œillet (Dianthus giganteus subsp. croaticus) et le calla des marais protégé en Croatie.
Le cerf élaphe, l’ours brun, le loup gris commun, le lynx boréal, et la vipère péliade sont présents dans la région. L’installation en 2015 par la Slovénie d’une clôture barbelée à la frontière croate en réponse à la crise des migrants est considérée comme une menace pour l’habitat de ces populations. Les grottes sont l’abri d’une espèce endémique de coléoptère (Croatotrechus tvrtkovici). Le cheval de trait de Croatie y était commun au début du XXe siècle.

## Histoire
Les nombreuses grottes, dont celle de Bukovac près de Lokve, ont servi d’habitat aux premiers occupants de la région.
La tribu illyrienne des Iapydes vit dans la région au IXe siècle av. J.-C. puis est assimilée par les Romains. Ceux-ci, construisent les lignes de fortification de Grobnik à Prezid.
Les Croates s’installent au VIIe siècle. Au XIVe siècle la famille des Frankopans fait de Bosiljevo son bastion. Au XVe siècle, en raison des intrusions ottomanes, des fortifications défensives sont édifiées le long de la frontière, attirant un afflux de réfugiés. Au cours du XVIIe certains croates émigrent en Roumanie dans la région de Recaș tandis que des Bunjevcis arrivent d’Herzegovine.
Du milieu du XVIIe siècle jusqu'au début du XVIIIe siècle, la famille des Zrinskis contrôle les mines de fer et l’industrie métallurgique développée autour de Čabar.
En 1732, l'ouverture de la route Karolina, reliant Karlovac à Bakar, déplace le centre économique à Ravna Gora. En 1777, un décret de Marie-Thérèse d’Autriche, rattache le Gorski Kotar au comitat de Severin na Kupi.
La route Lujziana, nommée d’après Marie-Louise d'Autriche la deuxième femme de Napoléon, est construite entre 1803 et 1809 pendant l’occupation française, reliant Karlovac à Rijeka.
En 1873, le chemin de fer arrive dans la région. En 1886, le Gorski Kotar est incorporé dans le comitat de Modruš-Rijeka.
Le 21 juillet 1921 Milorad Drašković, ministre de l'intérieur du royaume des Serbes, Croates et Slovènes, est assassiné dans Delnice par un membre de la Ligue des communistes de Yougoslavie.
Pendant la Seconde Guerre mondiale, l'État indépendant de Croatie d’Ante Pavelić cède une partie du Gorski Kotar à l’Italie. L’extrémité sud de la ligne Rupnik y fut construite en réponse au mur alpin italien. Ce lieu de résistance fut le sujet de plusieurs séries télévisées (dont Kapelski kresovi) très populaires.
Après guerre, la région subit une importante vague d’émigration, notamment de Serbes vers la Voïvodine (localités de Kljajićevo et Kolut).
En 1990, la minorité serbe participe à la révolution des Rondins.